# Zemfira Magomedalieva
Dans ce nom russe, Ramazanovna est le patronyme et Magomedalieva est le nom de famille.
Zemfira Ramazanovna Magomedalieva (en russe : Зенфира Рамазанова Магомедалиева) est une boxeuse amateure russe, née le 8 février 1988 à Ibragimotar au Daghestan. Elle a remporté deux titres européens (2016, 2019), deux titres mondiaux (2014, 2019) et une médaille de bronze olympique (2021).

## Carrière
Aux Jeux olympiques d'été de 2020, elle remporte la médaille de bronze en poids moyens, perdant en demi-finale face à la Chinoise Li Qian.

## Palmarès

### Jeux olympiques
- Médaille de bronze en poids moyens aux Jeux olympiques d'été de 2020 à Tokyo

### Championnats du monde
- Médaille d'or en poids mi-lourds aux championnats du monde amateur femmes 2019 à Oulan-Oudé
- Médaille d'or en poids lourds aux championnats du monde amateur femmes 2014 à Jeju-si

### Championnats d'Europe
- Médaille d'or en poids lourds aux championnats d'Europe amateur femmes 2016 à Sofia
- Médaille d'or en poids lourds aux championnats d'Europe amateur femmes 2019 à Alcobendas